# Wings (jeu vidéo)
Pour les articles homonymes, voir Wings.
Wings est un simulateur de vol de combat mettant en scènes les combats aériens de la Première Guerre mondiale. Développé et édité par le studio Cinemaware il est le dernier jeu produit par cette société.
Le jeu consiste en différents types de missions aériennes. Combats aériens en trois dimensions, missions de bombardements avec défilement vertical, ou missions de mitraillage au sol avec défilement horizontal. Ce jeu est orienté jeu d'action, mais comporte une narration est une ambiance typique des jeux de Cinemaware. L'avion utilisé, bien qu'inspiré des aéroplanes de la guerre 14-18, n'existe pas,.